# Мит (село)
Мит (рос. Мыт) — село в Верхнєландеховському районі Івановської області Російської Федерації.
Населення становить 1121 особу. Входить до складу муніципального утворення Митське сільське поселення.

## Історія
Від 2005 року входить до складу муніципального утворення Митське сільське поселення.

## Населення
| 1859 | 1897 | 1905 | 2010  |
| ---- | ---- | ---- | ----- |
| 843  | ↘662 | ↗731 | ↗1121 |